# مشاع سنغدشت (بمبور الغربي)
مشاع سنغدشت (بالفارسية: مشاع سنگدشت) هي قرية تقع في إيران في قسم بمبور الغربي الريفي.